# Víctor Iturralde
Víctor Aytor Iturralde Rúa -a veces firmaba VAIR-, (Buenos Aires, 6 de agosto de 1927, ídem, 25 de enero de 2004), fue un crítico de cine, realizador, animador, documentalista, docente, escritor, crítico, erudito, investigador, historiador, cineclubista, anarquista y bohemio, uno de los precursores del cine infantil en la Argentina.

## Trayectoria
Nació en el barrio de Flores y en 1946 comenzó a estudiar Química en la Facultad de Ciencias Exactas de la Universidad de Buenos Aires, que pronto dejó por el cine, al que empezó a estudiar de forma casi autodidáctica, salvo algunos cursos con maestros de música, historia, o fotografía. Continuó su labor como cineasta de cortos de animación a lo que unió, en 1953, su labor como director de cortos publicitarios.
Se integró al Cineclub Gente de Cine, que por la década del cuarenta integraban críticos como Carlos Burone, Rolando Fustiñana (Roland), Salvador Sammaritano y Edmundo Eichelbaum. Allí conoció los filmes y los realizadores más importantes de la época, y con un gran bagaje cultural y vocacional consagró su vida a la crítica del cine y, al mismo tiempo, tradujo libros del inglés para las editoriales Acme, Eudeba y Muchnick.
Fue cofundador de la Cinemateca Argentina, del Cine Club Núcleo, y de la revista Tiempo de Cine. Fue un sagaz crítico que colaboró en las revistas Butaca Crítica, Gente de Cine y Tiempo de Cine, entre otras, y también en diarios de Argentina y del extranjero. 
Dirigió, para la Universidad de Buenos Aires, el documental de 25 ninutos "Crónica de Maciel" (1958) sobre una experiencia educativa primaria en la Isla Maciel, que es el único documental de Iturralde que se conserva completo.
Fue el principal docente en la asignatura de historia del cine de la UBA, donde se destacó por difundir la más excelente cinematografía apartándose de los filmes "taquilleros" y adocenados y en cambio buscando recuperar los grandes aunque casi desconocidos directores del cine mundial, esto le trajo problemas con sus colegas de la misma cátedra.
Iturralde despreciaba al cine comercial lleno de lugares comunes y en cambio hacía conocer a una cinematografía genial no comercial como las películas El globo rojo, de Lamorisse, o El Golem de Paul Wegener, Nosferatu, eine Symphonie des Grauens, de Murnau, o Codicia (Greed traducida a veces como La avaricia), de Erich Von Stroheim o las películas de Preminger, o las obras del neorrealista de la India Pather Panchali como Aparajito, o las primeras ciencias ficciones surrealistas avant la lettre de G. Meliès, o las obras de cineastas checoslovacos como František Vláčil etc. que nunca eran pasadas por circuitos comerciales o las obras pioneras en animación mezcladas con humanos actuando como Ladys and Gentlemans! y otras del canadiense Norman McLaren. 
Muchas veces para lograr esto recorría embajadas en las que lograba que se le cedieran "rollos" de filmes de gran valor despreciados por el público masivo, del mismo modo se especializaba en reparar las cintas de celuloide que encontraba con algún defecto. Del mismo modo, logró recuperar algunos rollos con filmes de un contenedor de basura que fueron arrojados durante el (según él, provocado) incendio de la Cinemateca Argentina.

## Creador de cineclubes infantiles
En 1956, con un amigo de su barrio, Floreal Seijas, armó el Recreo Infantil La Calesita, inspirado un poco en la experiencia de la educadora y cineasta parisina Sonika Bo y, sobre todo, en la Escuela Viva de las maestras rosarinas Olga y Leticia Cossetini a las que años después evocara Mario Piazza en su documental La escuela de la señorita Olga.
Así, entre dibujos, cantos y plastilinas, fue elaborando su idea de cine clubes infantiles, con filmes pensadas para los chicos, y funciones donde estos se sintieran realmente contenidos, gracias a un ambiente cordial, con recursos tales como reemplazar la oscuridad completa por la penumbra, convertir la sala en un barco pirata, poner a todos los chicos a soplar al mismo tiempo para probar cuánto aire cabe en los pulmones.
Tener un conductor que charla con ellos, recibe sus comentarios, y los orienta para distenderse, aprender más del mundo que nos rodea, elaborar artísticamente lo que han visto, etc. Así en Buenos Aires y alrededores surgieron, algunos en barrios residenciales y otros en villas miserias de Quilmes y Solano, El duendecito, La casita, Pla Pla, Platero, Mamarracho, Miranda y Mirón, Casimira, Muni Muni, El Principito en la Biblioteca Mariano Moreno de Bernal, e incluso hubo cineclubes para niños con discapacidades, y pudieron ver cine cientos de niños de todo el país que, en la mayor parte de los casos, nunca habían ido a una sala cinematográfica.
En su labor fue teniendo ayudantes y discípulas, como Irene Blei y Lucía Cano, con su Taller de Cine El Mate.
En 1979, en plena dictadura, hizo posible la fundación y permanencia del Cineclub Jaén (en la biblioteca anarquista José Ingenieros), que resultó ser el segundo cineclub en longevidad de Buenos Aires, después del Cineclub Núcleo. Él atendía a la policía que llegaba para prohibir las funciones y los convencía de que allí solo se pasaban "dibujitos animados".
En los 1980 trabajó casi ad honorem para difundir gratis los sábados y domingos y en vacaciones filmes de calidad con alto nivel intelectual y traduciendo muchas veces las películas dedicadas al público infantil, tal labor y obra la realizó en las Salas A-B y Enrique Muiño del Centro Cultural General San Martín que correspondía a la Municipalidad de la Ciudad de Buenos Aires.
Fue nombrado profesor de Historia del Cine en la Universidad, a la que llegaba de zapatillas y remera, cargando con el pesadísimo proyector de 16 mm, la pantalla plegable y las latas de películas de Georges Méliès que traía desde su casa.

## Televisión
Estuvo en TV desde La luna de Canela (programa cultural dedicado a los niños) con Canela, hasta Cine Club Infantil que hizo durante tres años (fines de los años '70) con Mario Grasso por Canal 13 y Taller del sol por el mismo canal (1984). Durante el año 1984 realizó en Canal 7 otro ciclo para niños Aquí la ventana.
Años más tarde en el mismo canal colaboró en el programa de Hugo Midón Vivitos y coleando (1898).
Colaboró también el sábados circulares de Nicolás Mancera durante los años '70 y en Badía y Cia también por canal 13.
En 1990 estuvo de asesor junto a Paraná Sendrós en el programa Caloi en su tinta que se transmitía por ATC basado en proyecciones de cortos con comentarios del célebre humorista gráfico Caloi donde programaba emisiones para chicos. 

## Valoración
Hizo conocer y difundió el cine en los muchos cineclubes para niños que coordinó, las innumerables clases que dictó, los talleres de animación que dirigió o los programas de televisión que creó y condujo. 
Mucho del material que utilizaba era no convencional: documentales, filmes de animación independiente, cine mudo primitivo y obras abstractas de todo tipo, que obligaban a sus espectadores a redefinir lo que consideraban cine. Privilegiaba películas en las que la creación artística pura se demostraba tan posible como en la pintura o en la literatura, es decir, prescindente de los condicionamientos industriales y comerciales. Predicaba que el cine entendido de ese modo era de realización accesible para cualquiera y apostaba al estímulo de la imaginación, la curiosidad, los valores humanistas, la comunicación: El arte y el conocimiento como caminos directos hacia una verdadera libertad individual.

## Premios
Premio Konex 1981 en el rubro cultura.
Nominado para el Premio Martín Fierro por Caloi en su tinta, en el rubro cultural/educativo en 1991 y 1995/99 y lo ganó en 1993.

## Muerte
Falleció en Buenos Aires el 25 de enero de 2004 en un instituto geriátrico adonde se había retirado tiempo atrás. 
Su familia donó los filmes de su cinemateca personal a la Filmoteca Buenos Aires.